# Zelltypmarker
Ein Zelltypmarker, auch Zellabstammungsmarker (englisch cell lineage markers) oder Differenzierungsmarker, ist ein für einen Zelltyp charakteristisches Molekül, z. B. ein Oberflächenantigen, eine mRNA oder ein Protein in einer Zelle.

## Eigenschaften
Zelltypmarker werden in der Biochemie und Zellbiologie als Biomarker zur Bestimmung des Zelltyps und der Zellabstammung verwendet. Mit Hilfe von Antikörpern gegen die Oberflächenantigene können im Zuge einer Immunfärbung Zellen mit bestimmten Zelltypmarkern nachgewiesen werden, z. B. per Durchflusszytometrie, Immunhistochemie oder Immunfluoreszenz. Ebenso können einzelne Zelltypen mit Antikörpern gegen die Oberflächenantigene angereichert werden, z. B. per FACS oder per MACS.

## Menschliche Zelltypmarker
Zelltypmarker des Menschen auf der Zelloberfläche sind z. B. CD3 auf T-Lymphozyten, CD14 auf Monozyten, CD16 und CD56 auf NK-Zellen und Granulozyten, CD19 und CD20 auf B-Lymphozyten. Sie sind teilweise vom jeweiligen Entwicklungsstadium eines Zelltyps abhängig und werden nur in manchen Stadien exprimiert. Zelltypmarker für embryonale Stammzellen sind z. B. Nanog, Oct-4, Sox-2, Rex-1, Dnmt3b, Lin-28, Tdgf1, FoxD3, Tert, Utf-1, Gal, Cx43, Gdf3, Gtcm1, Terf1, Terf2, Lefty A und Lefty B, dagegen sind Zelltypmarker für mesenchymale Stammzellen, z. B. CD13, CD29, CD44, CD49e, CD54, CD71, CD73, CD90, CD105, CD106, CD166 und HLA-ABC.